# 톰보이 (2011년 영화)
《톰보이》(Tomboy)는 2011년 프랑스의 드라마 영화로, 셀린 시아마 감독의 두 번째 장편 영화이다. 막 이사 온 여자아이가 새로운 마을에 자신을 남자아이로 소개하면서 벌어지는 이야기를 그리고 있다.

## 시놉시스
최근 부모님, 여동생 잔과 함께 이사온 10살짜리 여자애 로레는 톰보이다. 그녀는 동네의 모든 아이들이 자신을 남자라고 믿게끔 행동한다. 집 밖에서는 미카엘이란 이름으로 동네 아이들과 축구도 하고 수영도 한다. 하지만 동갑내기 여자애 리자와 사랑에 빠지면서 상황은 걷잡을 수 없이 꼬이기 시작한다.

## 출연진
- 조에 에랑 - 로르 / 미카엘 역
- 말론 레바나 - 잔 역
- 소피 카타니 - 엄마 역
- 마티외 드미 - 아빠 역
- 잔 디송 - 리사 역
- 요한 베로 - 빈스 역
- 노아 베로 - 노아 역
- 체옌느 레인 - 체옌느 역
- 레이얀 더벡리 - 레이얀 역
- 크리스텔 바라스 - 라 메르 드 리사 역
- 발레리 루처 - 라 메르 드 레이얀 역

## 기타
- 원래 지으려던 제목은 톰보이의 프랑스어였는데, 해당 단어는 프랑스어로 '실패한 소년'이라는 뜻을 가지고 있어서 일부러 영어 제목을 썼다고 한다.

## 같이 보기
- 톰보이